# Absina
Absina is een geslacht van uitgestorven kreeftachtigen uit de klasse van de Ostracoda (mosselkreeftjes).

## Soorten
- Absina (Absina) ectina Gruendel, 1962 †
- Absina (Absina) magna Gruendel, 1972 †
- Absina (Absina) ventrorostrata Gruendel, 1962 †
- Absina unispinosa (Gruendel, 1961) Becker, 1993 †